# Liste der Gemeinden im Komitat Fejér
Diese Liste umfasst die Städte und Gemeinden des Komitats Fejér in Ungarn. Es bestehen in Fejér insgesamt 108 Gemeinden, davon 17 Gemeinden mit, und 91 Gemeinden ohne Stadtrecht. Jede Gemeinde hat einen direkt von den Bürgern gewählten Bürgermeister (ungarisch polgármester). Jede Gemeinde verfügt über eigene Einnahmen, kann aber auch Zuschüsse aus dem zentralen Staatshaushalt erhalten. Zu den Verpflichtungen der Gemeinden gehören u. a. die Sicherung des Grundschulunterrichts, die Gewährleistung der medizinischen und sozialen Grundversorgung, sowie das Geltendmachen der nationalen und ethnischen Minderheitenrechte.
Alle Angaben beruhen auf der Volkszählung vom 1. Januar 2022

## Städte

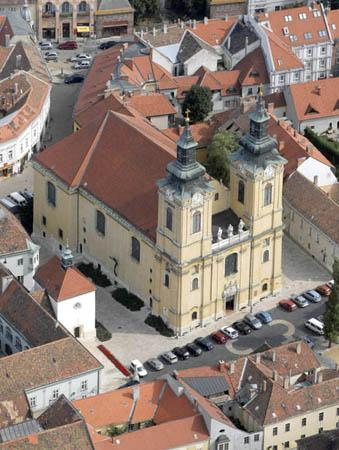
Székesfehérvár ist die größte Stadt im Komitat

### Städte mit Komitatsrecht
Eine Stadt mit Komitatsrecht (ungarisch megyei jogú város) erfüllt im Bereich der Komitatsverwaltung zusätzliche Aufgaben gegenüber den anderen Städten und Gemeinden des Komitats.
| * Székesfehérvár | 94.893 Einwohner  |
| * Dunaújváros    | 041.103 Einwohner |

### Städte ohne Komitatsrecht
| Stadt      | Einw.   | Stadt            | Einw.  |  |
| ---------- | ------- | ---------------- | ------ |  |
| * Aba      | 04.434  | * Martonvásár    | 05.845 |  |
| * Adony    | 04.140  | * Mór            | 13.452 |  |
| * Bicske   | 11.218  | * Polgárdi       | 06.877 |  |
| * Bodajk   | 03.873  | * Pusztaszabolcs | 05.864 |  |
| * Csákvár1 | 05.615  | * Rácalmás       | 04.878 |  |
| * Enying   | 06.529  | * Sárbogárd      | 11.593 |  |
| * Ercsi    | 08.014  | * Velence        | 07.366 |  |
| * Gárdony  | 013.164 |                  |        |  |

1 Csákvár hat 2013 das Stadtrecht verliehen bekommen.

## Gemeinden

### Großgemeinden
Eine Großgemeinde (ungarisch nagyközség) besteht meist aus mehreren Ortsteilen.
| - Cece - Előszállás - Lajoskomárom - Lepsény - Mezőfalva | - Perkáta - Sárosd - Seregélyes - Soponya - Szabadbattyán |

### Gemeinden
| - Alap - Alcsútdoboz - Alsószentiván - Bakonycsernye - Bakonykúti - Balinka - Baracs - Baracska - Beloiannisz - Besnyő - Bodmér - Csabdi - Csákberény - Csókakő | - Csősz - Csór - Daruszentmiklós - Dég - Etyek - Fehérvárcsurgó - Felcsút - Füle - Gánt - Gyúró - Hantos - Igar - Iszkaszentgyörgy - Isztimér | - Iváncsa - Jenő - Kajászó - Káloz - Kápolnásnyék - Kincsesbánya - Kisapostag - Kisláng - Kulcs - Kőszárhegy - Lovasberény - Magyaralmás - Mány - Mátyásdomb | - Mezőkomárom - Mezőszentgyörgy - Mezőszilas - Moha - Nadap - Nádasdladány - Nagykarácsony - Nagylók - Nagyveleg - Nagyvenyim - Óbarok - Pákozd - Pátka - Pázmánd | - Pusztavám - Ráckeresztúr - Sáregres - Sárkeresztes - Sárkeresztúr - Sárkeszi - Sárszentágota - Sárszentmihály - Söréd - Sukoró - Szabadegyháza - Szabadhídvég - Szár - Tabajd | - Tác - Tordas - Újbarok - Úrhida - Vajta - Vál - Vereb - Vértesacsa - Vértesboglár - Zámoly - Zichyújfalu |